# Cem Emen
Cem Emen (* 8. November 2004) ist ein deutscher Basketballspieler.

## Werdegang
Emen lief für die Spielgemeinschaft der Vereine Telekom Baskets Bonn und Dragons Rhöndorf in der Nachwuchs-Basketball-Bundesliga sowie in Bonns dritter Herrenmannschaft in der Oberliga auf. Im Sommer 2022 empfahl er sich für einen Wechsel zum Zweitligisten VfL SparkassenStars Bochum. Bochums Trainer Félix Bañobre verschaffte dem Aufbauspieler Ende Oktober 2022 seinen ersten Einsatz in der 2. Bundesliga ProA. Er stieg 2024 mit Bochum aus der zweithöchsten Spielklasse Deutschlands ab.